# Antiloper
Antiloper er en polyfyletisk gruppe drøvtyggende klovdyr. Gruppen tilhører familien de skedehornede (Bovidae) og ordenen parrettåede hovdyr (Artiodactyla). Gruppen omfatter ca. 90 hjortelignende dyrearter fordelt på 30 delgrupper.
Alle arter forekommer på Afrikas græssletter. Gruppen er ikke særskilt homogen, og mange arter er mere i slægt med geder end med hinanden. Dyrene kan være lette og elegante, men de kan også være tunge og okselignede. Den største art er elsdyrantilope (Taurotragus oryx). De mindre arterne er ofte hurtige, nogle kan løbe op imod 100 km i timen og er blandt de hurtigste landdyr. Antiloper er ca. 1 meter høje og har tynde ben.
Antiloper æder for det meste græs og blade fra træer.

## Arter (udvalg)
- Hjorteantilope (Antilope cervicapra), også kaldet sortbuk
- Elsdyrantilope (Taurotragus oryx)
- Impala (Aepyceros melampus)
- Kob (Kobus kob)
- Nyala (Tragelaphus angasii)
- Saigaantilope (Saiga tatarica)
- Springbuk (Antidorcas marsupialis)
- Duikere (Cephalophinae)
- Kongeantilope (Neotragus pygmaeus)

## Galleri
- Springbuk (Antidorcas marsupialis)
- Grant-gazelle (Nanger granti)
- Impala
- Gazelle

## Eksterne links
- Wikimedia Commons har flere filer relateret til Antiloper
- San Diego Zoo. Med billeder.
- Elsdyrantilope. Med billeder.

| Biologi | Spire Denne artikel om biologi er en spire som bør udbygges. Du er velkommen til at hjælpe Wikipedia ved at udvide den. |